# Херст, Джордж (предприниматель)
Джордж Херст (англ. George Hearst; 3 сентября 1820, Салливан — 28 февраля 1891, Вашингтон) — американский предприниматель и политик. Отец медиа-магната Уильяма Рэндолфа Херста.
Джордж Херст возглавлял крупнейшую в США частную горнодобывающую компанию Hearst, Haggin, Tevis and Co.
После смерти сенатора Джона Миллера был назначен на его должность, занимая вакантное место до избрания преемника с 23 марта 1886 по 4 августа 1886 года. В 1887 году был избран в Сенат США от Демократической партии, оставался сенатором с 4 марта 1887 года до самой смерти.

## Смерть
Херст умер в возрасте 70 лет в Вашингтоне, округ Колумбия, 28 февраля 1891 года. Законодательные органы штата Калифорния и государственные суды объявили перерыв в работе, чтобы чиновники могли присутствовать на его похоронах. Когда Фиби Апперсон Херст унаследовала богатство своего мужа, она многое пожертвовала, чтобы помочь основать новые библиотеки в нескольких университетах. Он похоронен на кладбище Cypress Lawn в Колме, штат Калифорния, где позже также были похоронены его вдова и сын. Мемориальное здание Херста в кампусе Беркли посвящено его памяти.

## В кино
- Является персонажем популярного американского телесериала в жанре вестерн «Дедвуд» (2004—2006), в котором выведен лидером преступного сообщества; роль его исполняет Джеральд Макрейни.